# Federico Garcín
Federico Garcín (14 novembre 1973) è un ex cestista uruguaiano.

## Carriera
Con l'Uruguay ha disputato i Campionati americani del 1993.